# دالتون ویگ
دالتون ویگ (انگلیسی: Dalton Vigh؛ زادهٔ ۱۰ ژوئیهٔ ۱۹۶۴) یک هنرپیشه اهل برزیل است. وی از سال ۱۹۹۴ میلادی تاکنون مشغول فعالیت بوده‌است.
از کارهای معروف او می‌توان به بازی در فیلم‌ دوست هندوی من اشاره کرد.